# Suore di San Giuseppe di Saint-Vallier
Le Suore di San Giuseppe, di Saint-Vallier (in francese Sœurs de Saint-Joseph de Saint-Vallier; sigla S.S.J.), sono un istituto religioso femminile di diritto pontificio.

## Storia
La congregazione si riallaccia alla fondazione fatta a Le Puy-en-Velay dal sacerdote gesuita Jean-Pierre Médaille.
Le prime due suore di San Giuseppe provenienti da Le Puy si stabilirono a Saint-Vallier il 7 gennaio 1683 su invito di Jean-Baptiste Chevrière, poi vescovo di Québec, e il 27 giugno 1749 l'arcivescovo di Vienne le costituì in congregazione autonoma.
L'istituto ricevette il pontificio decreto di lode il 27 agosto 1875.
In seguito alle leggi anticongregazoniste francesi, nel 1903 le suore iniziarono a spostarsi in Canada e nel 1953 vi trasferirono la casa generalizia.

## Attività e diffusione
La suore si dedicano a opere educative e ospedaliere.
Oltre che in Canada, sono presenti in Francia e ad Haiti; la sede generalizia è a Québec.
Alla fine del 2015 l'istituto contava 101 religiose in 12 case.